# 安希
安希（法語：Inchy，法語發音：[ɛ̃ʃi]）是法国上法兰西大区北部省的一个市镇，位于该省东南部，属于康布雷区。

## 地理
安希（50°7'22"N, 3°27'46"E）面积3.9 平方千米，位于法国上法蘭西大區北部省，该省份为法国最北部的省份及最长的省份，西北濒北海，西接加来海峡省，南至埃纳省和索姆省，东与比利时接壤。
与安希接壤的市镇（或旧市镇、城区）包括：维耶利、特鲁瓦维勒、博蒙昂康布雷西、布里亚斯特尔、讷维利。

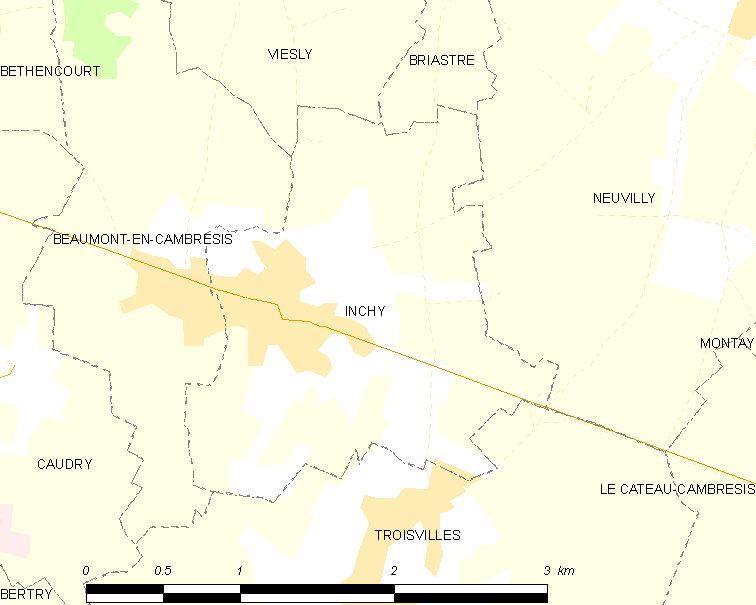
安希的OSM定位图

安希的时区为UTC+01:00、UTC+02:00（夏令时）。

## 行政
安希的邮政编码为59540，INSEE市镇编码为59321。

## 政治
安希所属的省级选区为勒卡托康布雷西县。

## 人口

1962-2008年间安希人口变化图示

安希于2022年1月1日时的人口数量为627人。